# Slanted and Enchanted
Slanted and Enchanted ist das Debütalbum der US-amerikanischen Rockband Pavement. Es erschien im April 1992 auf den Labels Matador Records und Big Cat Records.

## Entstehungsgeschichte
Slanted and Enchanted wurde kostengünstig in dem Garagenstudio von Schlagzeuger Gary Young in Stockton, Kalifornien namens Louder Than You Think vom 13. bis 20. Januar 1991 eingespielt. Den Song Here nahm die Band hingegen schon am 24. Dezember 1990 in New York City auf. Es ist das einzige Album von Pavement, das in der Urbesetzung (Stephen Malkmus, Scott Kannberg, Gary Young) entstand; die späteren Mitglieder Mark Ibold und Bob Nastanovich stießen erst während der Aufnahmen zur Band, wobei Nastanovich als Taktgeber für den nervösen Young aushalf. Der als unzuverlässig geltende Drummer wurde vor den Aufnahmen zum Nachfolger Crooked Rain, Crooked Rain durch Steve West, einem Bekannten von Malkmus, ersetzt.
Eine frühe Version des Albums lieferte Pavement bereits 1991 auf Kompaktkassette an Labels und Journalisten aus, diese geriet dann als Bootleg in Umlauf. Ein Replikat des Demotapes lag der 2022 erschienenen Jubiläumsausgabe von Slanted and Enchanted bei. Courting Shutdown Offers enthält die fertigen Albumtracks, jedoch in abweichender Reihenfolge und mit alternativen Songtiteln.

## Sonstiges
Der Name des Albums stammt von einem Titel eines Cartoons von David Berman, Frontmann der Indie-Band Silver Jews, in der Malkmus loses Mitglied war. Es ist auch eine Anspielung auf eine Zeile des Gedichts Kubla Khan von Samuel Taylor Coleridge. Der Albumtitel selbst wurde 2022 Namensgeber für die Bühnenshow Slanted! Enchanted! A Pavement Musical.
Das Albumcover ist eine Hommage an das von Keyboard Kapers, ein Album des Piano-Duos Ferrante & Teicher aus dem Jahr 1963.
Bis 2007 wurden 150.000 Kopien des Albums verkauft.
Musikvideos existieren für die Songs Here und Perfume-V, doch sie liefen kaum im Musikfernsehen und wurden 2002 auf dem DVD-Set Slow Century wiederveröffentlicht.
Stephen Malkmus hält Slanted and Enchanted für das beste Album der Band:

„Our records are more attitude and style, sort of in a punk way. We’re good in the same way the Strokes are good. I think Slanted and Enchanted probably is the best record we made, only because it’s less self-conscious and has an unrepeatable energy about it.“

Der Song Here ist in den Filmen Von der Kunst, sich durchzumogeln (2011) und Vielleicht lieber morgen (2012) zu hören. 1995 wurde er von der britischen Band Tindersticks gecovert, ihre Version von Here unterlegt den Abspann des Films The End of the Tour aus dem Jahr 2015.

## Titelliste
Bis auf Two States stammen alle Songs aus der Feder von Stephen Malkmus.
1. Summer Babe (Winter Version) – 3:16
2. Trigger Cut / Wounded-Kite At :17 – 3:16
3. No Life Singed Her – 2:09
4. In the Mouth a Desert – 3:52
5. Conduit for Sale! – 2:52
6. Zürich Is Stained – 1:41
7. Chesley’s Little Wrists – 1:16
8. Loretta’s Scars – 2:55
9. Here – 3:56
10. Two States (Scott Kannberg) – 1:47
11. Perfume-V – 2:09
12. Fame Throwa – 3:22
13. Jackals, False Grails: The Lonesome Era – 3:21
14. Our Singer – 3:09

## Rezeption
Slanted and Enchanted wird von Kritikern zu den einflussreichsten Rock-Alben aller Zeiten gezählt.
Rolling Stone wählte das Album 2003 auf Platz 134, 2012 auf Platz 135 und 2020 auf Platz 199 der 500 besten Alben aller Zeiten. Zudem erreichte es Platz 24 der 100 besten Alben der 1990er Jahre und Platz 34 der 100 besten Debütalben. Der Song Summer Babe (Winter Version) belegte 2004 Platz 292 und 2021 Platz 244 der 500 besten Songs aller Zeiten.
In der Aufstellung der 500 besten Alben aller Zeiten des New Musical Express erreichte Slanted and Enchanted Platz 206. Here rangiert auf Platz 316 der 500 besten Songs aller Zeiten.
Das Album belegt Platz 23 in den von spex und VIVA Zwei ausgewählten „100 Platten des Jahrhunderts“.
Pitchfork führt das Album auf Platz 5 der 100 besten Alben der 1990er Jahre.
Spin wählte Slanted and Enchanted auf Platz 1 der 50 besten Alben des Jahres 1992, auf Platz 5 der 90 besten Alben des Jahrzehnts sowie auf Platz 10 der 300 besten Alben aus dem Zeitraum 1985 bis 2014.
Das Magazin Time nahm das Debüt in die Auswahl der 100 wichtigsten Alben auf.
Die US-amerikanische Musikzeitschrift Blender vergab den Titel des „besten Indie-Albums aller Zeiten“ an Slanted and Enchanted.

„Teils klang die LP warm und melodiös wie in „Trigger Cut“, dann wieder kamen experimentelle Tracks voll ohrenbetäubendem Lärm. Gerade in der Zeit des angstgepeinigten Grunge war das Album, das auf beiden Seiten des Atlantiks Anleihen machte (Pixies, Sonic Youth, The Fall), eine bemerkenswerte Ausnahme.“

„Der Klang ist, wie man sich denken kann, rau und ungehobelt. Youngs Schlagzeug klingt, als ob es aus Pappe wäre, und die Gitarre ist häufig sehr verzerrt. Slanted... ist aber auch eine innovative Platte, auf der spielerisch Elemente des Free Jazz eingewoben werden, während die Texte von Malkmus eher kryptischer Natur sind. Alle Songs zeichnen sich durch Ehrlichkeit und starke Emotionalität aus. Beim Hören des wunderbaren Openers „Summer Babe“ können Frustration und Sehnsucht wahrgenommen werden; „Zurich Is Stained“ ist von einer Hoffnungslosigkeit geprägt. „Wir waren jung und naiv und brauchten etwas, an das wir glauben konnten.“ Trotz der rauen Ecken und Kanten und den undurchsichtigen Texten ist es immer noch ein perfektes Album.“

„Das Eruptive, sorglos Nerdige und manchmal Tieftraurige in ihrer Musik hat bis heute nichts von seiner obskuren Schönheit eingebüßt. Und nicht nur Frauen sind diesem akustischen Aphrodisiakum verfallen. Auch Männer haben sich von Pavement anstecken lassen – und mal früher, mal später Babys in die Welt gesetzt, denen sie dann so schöne Namen gaben wie Sebadoh, Beck oder Weezer.“

Das Album gehört zu den 1001 Albums You Must Hear Before You Die.

## Luxe & Reduxe
Mit Slanted and Enchanted: Luxe & Reduxe erschien im Oktober 2002 eine erweiterte Neuveröffentlichung auf 2 CDs. Zusammen mit den 14 Songs des Albums umfasst die Deluxe Edition unter anderem alternative Takes, B-Seiten und Liveaufnahmen von Auftritten der Band im Programm des Radiomoderators John Peel sowie von einem Konzert in der Brixton Academy in London aus dem Jahr 1992. Zudem ist die  EP Watery, Domestic (1992) enthalten. Slanted and Enchanted: Luxe & Reduxe erhielt sehr positive Kritiken und erreichte Platz 152 der Billboard 200.
Disc 1: Slanted and Enchanted
Slanted and Enchanted
1. Summer Babe (Winter Version) – 3:16
2. Trigger Cut / Wounded-Kite at :17 – 3:17
3. No Life Singed Her –  2:09
4. In the Mouth a Desert – 3:52
5. Conduit for Sale! – 2:52
6. Zürich Is Stained –  1:41
7. Chesley’s Little Wrists – 1:16
8. Loretta’s Scars – 2:55
9. Here – 3:56
10. Two States – 1:47
11. Perfume-V – 2:10
12. Fame Throwa – 3:22
13. Jackals, False Grails: The Lonesome Era – 3:22
14. Our Singer – 3:12
Slanted Sessions
15. Summer Baby (7" Version) – 3:14
16. Mercy Snack: The Laundromat – 1:39
17. Baptist Blacktick – 2:05
18. My First Mine – 2:22
19. Here (Alternate Mix) – 3:58
20. Nothing Ever Happens – 2:31
John Peel Sessions, 23 June 1992
21. Circa 1762 – 3:27
22. Kentucky Cocktail – 3:34
23. Secret Knowledge of Backroads – 3:27
24. Here – 3:49
Disc 2: Watery, Domestic
Watery, Domestic
1. Texas Never Whispers – 3:09
2. Frontwards – 3:16
3. Lions (Linden) – 1:50
4. Shoot the Singer (1 Sick Verse) – 3:15
Watery Sessions
5. Sue Me Jack – 3:01
6. So Stark (You’re a Skyscraper) – 3:01
7. Greenlander – 3:11
John Peel Sessions, 16 December 1992
8. Rain Ammunition – 3:25
9. Drunks With Guns – 1:42
10. Ed Ames – 3:22
11. The List of Dorms – 2:26
Live Brixton Academy, London, 14 December 1992
12. Conduit for Sale! – 3:10
13. Fame Throwa – 2:33
14. Home – 3:15
15. Perfume-V – 2:14
16. Summer Babe – 3:21
17. Frontwards – 3:18
18. Angel Carver Blues/Mellow Jazz Docent – 3:02
19. Two States – 1:55
20. No Life Singed Her – 1:45
21. So Stark – 3:56
22. Box Elder – 2:45
23. Baby, Yeah – 2:45
24. In the Mouth a Desert – 4:00